# 氨芬酸
氨芬酸（也称为2-氨基-3-苯甲酰基苯乙酸，2-amino-3-benzoylbenzeneacetic acid）是一种含氮有机化合物，分子式C15H13N3O，可作为乙酸衍生物类非甾体类抗炎药（NSAID）。